# André Vingt-Trois
André Armand Vingt-Trois (Pariz, 7. studenog 1942. – Pariz, 18. srpnja 2025.) bio je francuski kardinal Katoličke Crkve. Službu pariškog nadbiskupa obnašao je od 2005. do 2017., a prethodno je od 1999. do 2005. bio nadbiskup Toursa. Za kardinala je imenovan 2007. godine.
Bio je jedan od kardinala izbornika koji je sudjelovao na papinskoj konklavi 2013. godine na kojoj je izabran papa Franjo.